# USAG 대구
대구 미국 육군 주둔지(United States Army Garrison Daegu (USAG Daegu))는 대한민국 대구광역시 남구 캠프 헨리에 본부를 두고 있는 미국 육군 시설관리사령부 태평양 지부 소속 의 시설관리부대이다.

## 개요
부산광역시부터 대전광역시 사이에 있는 6개 시설(캠프 헨리, 캠프 워커, 캠프 조지, 캠프 캐럴, 부산 저장소)과 11개의 부지를 관할지으로 두고 있다. 그리고 주일 미국 해군의 진해 함대지원부대와 주한 미국 해병대의 캠프 무적 또한 지원하고 있다.

## 역사
1950년, 대구 기지사령부(Taegu Base Command)가 창설되었다.
2003년 10월 16일, 제4지원지원처로 창설되었다. 
2006년 6월에 제20지원단이 1985년 8월 16일부터 수행한 기지운영임무를 넘겨받았다.
2007년 3월 28일에 대구 미국 육군 주둔지, 줄여서 USAG 대구로 재편성되었다.

## 관할 시설
- 캠프 캐럴: 경기도와 충청도 평택시에 있는 주한 미군에 군수 지원을 하기 위한 경상북도 왜관읍에 있는 시설이자 주둔지이다.
- 캠프 헨리
- 캠프 조지
- 캠프 워커: 월턴 워커의 이름을 딴 주둔지이다.
- 부산 저장소: 제55보급창으로도 불리는 부산광역시 동구에 있는 여러개의 군수 창고가 모인 시설.

## 기록

### 계보
- 2003년 10월 16일, Area IV Support Activity
- 2003년 3월 28일, U.S. Army Garrison Daegu

### 표창
USAG 대구는 다수의 시설지원 최상위(excellence in installation support) 표창과 육군 최상위 공동체(Army Community of Excellence) 표창을 수여받았다.

## 같이 보기
- 주한 미군의 시설 목록
- 제20지원단, 2006년까지 제4지역의 기지운영임무를 수행하던 부대.
- 제403육군야전지원여단 (극동), APS-K

## 참고
1. ↑  “Leadership” (영어). United States Army Garrison Daegu Public affair office. 2023년 6월 3일에 확인함.

- “History” (영어). United States Army Garrison Daegu Public affair office. 2023년 6월 3일에 원본 문서에서 보존된 문서. 2023년 6월 3일에 확인함.